# All About You (Jeremih)
 (février 2017).
Si vous disposez d'ouvrages ou d'articles de référence ou si vous connaissez des sites web de qualité traitant du thème abordé ici, merci de compléter l'article en donnant les références utiles à sa vérifiabilité et en les liant à la section « Notes et références ».
Albums de Jeremih
Jeremih
(2009) Late Nights
(2015)
Singles
1. I Like
Sortie : 6 juillet 2010
2. Down on Me
Sortie : 28 septembre 2010

All About You est le deuxième album studio du chanteur de R'n'B américain Jeremih, sorti le 28 septembre 2010.
L'album s'écoule à 18 000 exemplaires lors de sa première semaine de vente. Il se classe 27e dans le Billboard et 8e dans le Billboard Top R&B/Hip-Hop Albums[réf. nécessaire].

## Liste des titres
| 1.    | All About You              | Jeremih Felton, Keith James, Mick Schultz (en) | 3:40 |
| 2.    | X's & O's                  | Felton, James, Schultz                         | 3:53 |
| 3.    | Down on Me (feat. 50 Cent) | Felton, Schultz, Curtis Jackson                | 3:49 |
| 4.    | Take Off                   | Felton, James, Schultz                         | 3:33 |
| 5.    | I Like (feat. Ludacris)    | Felton, Christopher Bridges, Schultz, James    | 3:39 |
| 6.    | Waiter (The 5 Senses)      | Felton, James, Schultz                         | 5:50 |
| 7.    | Broken Down                | Felton, James, Schultz                         | 3:40 |
| 8.    | Holding On                 | Felton, James, Schultz                         | 3:32 |
| 9.    | Wanna Get Up               | Felton, James, Schultz                         | 3:55 |
| 10.   | Sleepers                   | Felton, James, Schultz                         | 3:44 |
| 11.   | Love Don't Change          | Felton, James, Schultz                         | 4:20 |
| 43:21 |                            |                                                |      |

| Titres bonus - Version Deluxe (Support numérique uniquement) | Titres bonus - Version Deluxe (Support numérique uniquement) | Titres bonus - Version Deluxe (Support numérique uniquement) | Titres bonus - Version Deluxe (Support numérique uniquement) | Titres bonus - Version Deluxe (Support numérique uniquement) | Titres bonus - Version Deluxe (Support numérique uniquement) | Titres bonus - Version Deluxe (Support numérique uniquement) | Titres bonus - Version Deluxe (Support numérique uniquement) | Titres bonus - Version Deluxe (Support numérique uniquement) | Titres bonus - Version Deluxe (Support numérique uniquement) |
| No                                                           | Titre                                                        | Durée                                                        |                                                              |                                                              |                                                              |                                                              |                                                              |                                                              |                                                              |
| ------------------------------------------------------------ | ------------------------------------------------------------ | ------------------------------------------------------------ | ------------------------------------------------------------ | ------------------------------------------------------------ | ------------------------------------------------------------ | ------------------------------------------------------------ | ------------------------------------------------------------ | ------------------------------------------------------------ | ------------------------------------------------------------ |
| 12.                                                          | We Like To Party                                             | 3:42                                                         |                                                              |                                                              |                                                              |                                                              |                                                              |                                                              |                                                              |
| 13.                                                          | Love All Night                                               | 2:56                                                         |                                                              |                                                              |                                                              |                                                              |                                                              |                                                              |                                                              |
| 50:03                                                        |                                                              |                                                              |                                                              |                                                              |                                                              |                                                              |                                                              |                                                              |                                                              |

| Vidéo bonus - Édition Deluxe (Support numérique uniquement) | Vidéo bonus - Édition Deluxe (Support numérique uniquement) | Vidéo bonus - Édition Deluxe (Support numérique uniquement) | Vidéo bonus - Édition Deluxe (Support numérique uniquement) | Vidéo bonus - Édition Deluxe (Support numérique uniquement) | Vidéo bonus - Édition Deluxe (Support numérique uniquement) | Vidéo bonus - Édition Deluxe (Support numérique uniquement) | Vidéo bonus - Édition Deluxe (Support numérique uniquement) | Vidéo bonus - Édition Deluxe (Support numérique uniquement) | Vidéo bonus - Édition Deluxe (Support numérique uniquement) |
| No                                                          | Titre                                                       | Durée                                                       |                                                             |                                                             |                                                             |                                                             |                                                             |                                                             |                                                             |
| ----------------------------------------------------------- | ----------------------------------------------------------- | ----------------------------------------------------------- | ----------------------------------------------------------- | ----------------------------------------------------------- | ----------------------------------------------------------- | ----------------------------------------------------------- | ----------------------------------------------------------- | ----------------------------------------------------------- | ----------------------------------------------------------- |
| 14.                                                         | I Like (feat. Ludacris)                                     | 3:42                                                        |                                                             |                                                             |                                                             |                                                             |                                                             |                                                             |                                                             |
| 53:41                                                       |                                                             |                                                             |                                                             |                                                             |                                                             |                                                             |                                                             |                                                             |                                                             |